# جون همفري (لاعب كرة قدم)
جون همفري (بالإنجليزية: John Humphrey)‏ (31 يناير 1961 ببادنغتون في المملكة المتحدة - ) هو لاعب كرة قدم بريطاني في مركز الدفاع. لعب مع برايتون أند هوف ألبيون وتشارلتون أثلتيك وكريستال بالاس ونادي ريدنغ ونادي غيلينغهام ووولفرهامبتون واندررز وتشيشام يونايتد ‏ ودولويتش هاملت.

## وصلات خارجية
- جون همفري على موقع قاعدة بيانات كرة القدم.إي يو (الإنجليزية)
- جون همفري على موقع Soccerbase.com (لاعب) (الإنجليزية)
- جون همفري على موقع عالم كرة القدم.نت (الإنجليزية)